# Ahlen
Ahlen er en by i Tyskland i delstaten Nordrhein-Westfalen med cirka 55.000 indbyggere. Den ligger i kreisen Warendorf, cirka 10 km nordøst for Hamm.
Ahlen havde tidligere en omfattende kulindustri.